# Матушка, Вальдемар
Вальдема́р Мату́шка (словац. Waldemar Matuška ;  2 июля 1932, Кошице, Чехословакия — 30 мая 2009, Майами, Флорида, США) — чехословацкий певец, музыкант и актёр.
Один из самых популярных певцов Чехословакии 1960—1970-х годов. Дважды (в 1962 и 1967) занимал первые места в ежегодном национальном музыкальном конкурсе «Золотой соловей».

## Биография
Родился в семье солистки Венского театра оперетты Виты Малиновой. Детство провёл в Праге, жил в Германии. Учился на стеклодува в Подебрадах.
Играл на гитаре, бас-гитаре, банджо. Песенный дебют Мату́шки состоялся в 1957 году исполнением песни «Сувенир». Получил большую популярность, благодаря тому, что одним из первых на чехословацкой эстраде стал исполнять песни в стиле кантри.
С 1961 года — актёр театра «Семафор». Выступал в пражском театре «Рококо».
С успехом выступал на эстраде в дуэтах с певцами Карелом Штедрым, Эвой Пиларовой, Хеленой Вондрачковой, Иржи Сухим, Иткой Зеленковой, Карелом Готтом.
В 1976 году женился на певице Ольге Блеховой, сотрудничал с группой «Kamarádi táborových ohňů». Гастролировал за рубежом.
В лучшие годы своего творчества Вальдемар Матушка был единственным настоящим и достойным конкурентом Карела Готта на чешской музыкальной сцене. В отличие от Готта, карьера Матушки в 1970-х и 1980-х годах постепенно снижалась. Почти все свои хиты он записал ещё в 1960-х годах.

В 1986 году певец шокировал всю Чехословакию: один из самых популярных артистов страны эмигрировал в США.
С Бархатной революцией 1989 года возобновил свою связь с родиной, начал появляться на ТВ, выступать на эстраде.
Последнее десятилетие жил в Сент-Питерсберге, в США.
Скончался в США от воспаления лёгких и сердечной недостаточности. Прах певца был перевезён в Чехию и похоронен в Праге на Вышеградском кладбище.

## Творчество
Первый альбом выпустил в 1965 году. Дискография Вальдемара Матушки состоит из 50 альбомов, последний из которых вышел в 2007 году.

## Популярные хиты
- «Tereza»
- «Jó, třešně zrály»
- «Ach, ta láska nebeská»
- «To se nikdo nedoví»
- «Růže z Texasu»
- «Slavíci z Madridu»
- «Sbohem, lásko»
- «Písnička pro Zuzanu»
- «Když máš v chalupě orchestrion»
- «Jen se přiznej, že ti scházim»
- «Když jdou na mužskýho léta»
- «Mám malý stan»

## LP, CD-альбомы
- Zpívá Waldemar Matuška — 1965
- Waldemar Matuška — 1968
- Osm lásek Waldemara Matušky — 1968, переиздание 1999
- Johoho (Вальдема́р Мату́шка поет песни о море) — 1971, переиздание 1974, на CD 1997
- Lidové písně z celého světa — 1972, переиздание 1996
- Láska nebeská (s Evou Pilarovou) — 1973, переиздание 1997
- Kluci do nepohody — 1976, переиздание 2000
- Co děláš, to dělej rád — 1977
- Suvenýr (Вальдема́р Мату́шка и его 12 о ней) — 1980, переиздание 2001
- Waldemar — 1983
- The Country Door Is Always Open — 1985
- Waldemar Matuška (1966—1971) — 1990
- Co neodnesl čas — 1991
- Nebeskej kovboj (переиздание LP Zpívá Waldemar Matuška) — 1996
- Sbohem lásko (переиздание LP Waldemar Matuška) — 1996
- Jsem svým pánem — 1997
- Waldemar Matuška a jeho 23 suvenýrů — 1997
- To všechno odnes čas — 1998
- Niagára — 1999
- Síň slávy — 1999
- Portrét hvězd — Waldemar Matuška — 2000
- S čertem si hrát — 2000
- To nejlepší — 2000
- Co neodnesl čas (Největší TV hity) — 2002
- Slavík z Madridu (Největší hity) — 2007

## Альбомы, выпущенные в США
- Teče voda, teče
- Niagara
- Merry Christmas

## В кино
В кино Матушка дебютировал в 1960 году в фильме «Седьмой континент» («Sedmý kontinent»).
Среди лучших ролей — Патрик в музыкальной ленте «Если бы тысяча кларнетов / Kdyby tisíc klarinetů» (1964), Банджо Кид в пародийной комедии «Лимонадный Джо» (1964, реж. Олдржих Липский), в роли самого себя появляется в фильме «Необыкновенный класс» (1965), злодей Мануэль Диас в фильме «Призрак замка Моррисвилль» (1966, реж. Борживой Земан), «Свадьбы пана Вока» (1971), «Kam slunce nechodí» (1971, реж. Иво Новак), «Ночь на Карлштейне» (1973, реж. Зденек Подскальский); из драматических ролей — крестьянин Зашинек в фильме Войтеха Ясны «Все добрые земляки» (1968), у этого же режиссёра снялся в комедийной роли в фильме «Трубки» (1966).
В фильме 2024 года — «Волны», снятый Иржи Мадлом, роль Матушки исполнил Тео Жак.